# 위키스캐너
위키스캐너(영어: WikiScanner)는 위키백과에서 정보 갱신을 한 비(非)로그인 사용자의 IP 주소 기록을 분석하고, 거기에서 얻은 IP 주소와 기업과 정부 기관 등의 IP 주소를 조회하는 검색 서비스이다. 위키백과에서 공개되는 비로그인 사용자(IP 사용자)의 편집 내역을 분석하는 도구이며, 로그인 사용자의 편집 내용은 연결 IP 주소가 공개되지 않기 때문에 분석 대상이 되지 않는다.
캘리포니아 공과 대학교 정보 공학 전공의 버질 그리피스가 개발하여 2007년 8월 14일에 발표했다. 발표 당시에는 위키백과 스캐너(Wikipedia Scanner)라고 하였다. 2016년 10월에 운영에 많은 비용이 소요되는 것을 이유로 그리피스는 위키스캐너 서비스를 폐쇄했다.

## 같이 보기
- 위키백과의 신뢰도
- 후이즈